# Maestà di Sant'Agostino
La Maestà di Sant'Agostino è un affresco (128×240 cm) di Ambrogio Lorenzetti del 1337-1338 circa, che si trova nella Cappella Piccolomini della chiesa di Sant'Agostino a Siena. È una delle tre grandi Maestà di quest'artista; un'altra è dipinta a fresco nella cappella di San Galgano a Montesiepi (Chiusdino, in provincia di Siena) e un'altra ancora, dipinta a tempera e oro su tavola, si trova nel Museo di Arte Sacra di Massa Marittima. È una delle sue grandi opere allegoriche dal complesso significato teologico.

## Storia

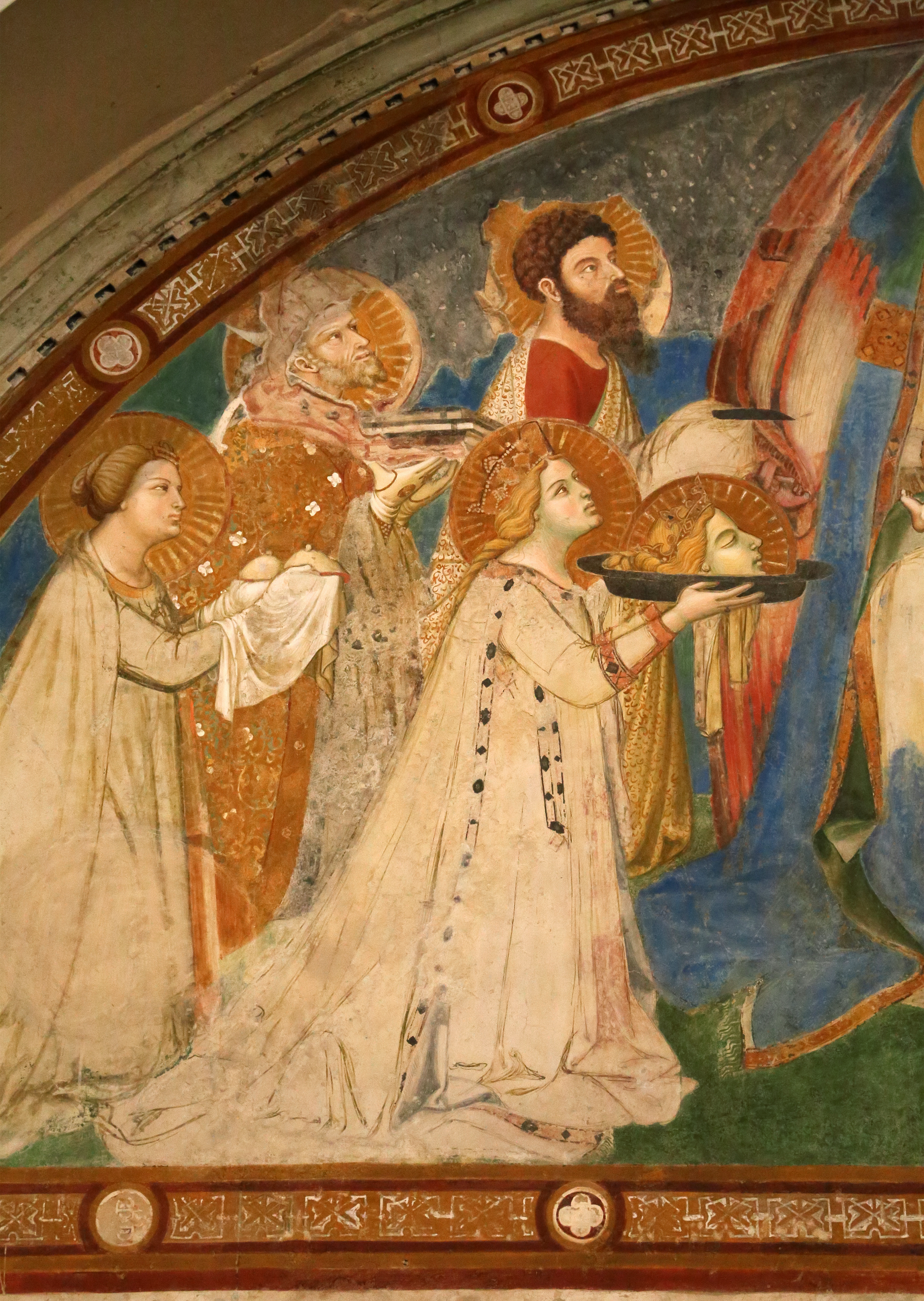
Dettaglio

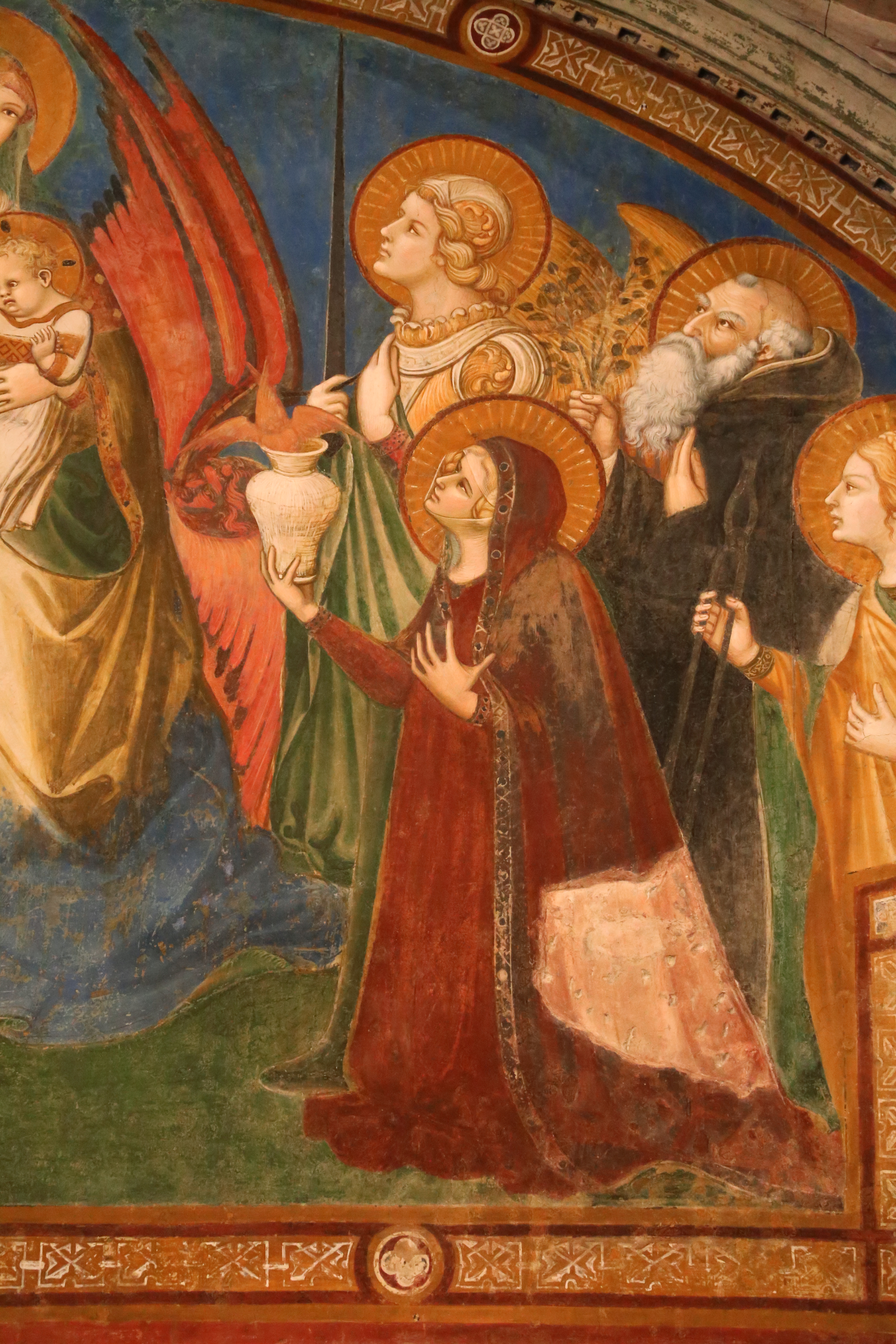
Dettaglio

Non si possiedono documenti del XIV secolo che recano notizie su quest'opera. I Commentari di Lorenzo Ghiberti (XV secolo), descrivono affreschi di Ambrogio Lorenzetti presenti nella Sala Capitolare del convento di Sant'Agostino, sala che nei secoli successivi prese il nome attuale di Cappella Piccolomini. Fu proprio per la trasformazione operata dalla famiglia Piccolomini che l'ambiente in questione subì un profondo processo di rinnovamento artistico che comportò la totale cancellazione degli affreschi. Si salvò solo l'affresco della Maestà in quanto, a partire dal 1596, venne a trovarsi occultato dietro un altare in marmi policromi realizzato quell'anno per custodire la tavola del Sodoma raffigurante l’Adorazione dei Magi. L'altare Piccolomini venne risparmiato dalle alterazioni operate negli anni permettendo, indirettamente, anche la preservazione dell'affresco del Lorenzetti. L'affresco fu riscoperto nel 1944 quando si volle mettere la tavola del Sodoma al sicuro dai bombardamenti. L'altare Piccolomini intero venne quindi spostato sul lato opposto della Cappella per permettere alla Maestà del Lorenzetti di essere di nuovo visibile.
L'affresco è oggi attribuito ad Ambrogio Lorenzetti all'unanimità, non solo per il documento di Lorenzo Ghiberti, ma anche per l'inconfondibile stile dell'artista senese.
Per quanto riguarda la datazione, si ritiene che l'affresco sia stato realizzato intorno al 1337-1338. La complessa allegoria dell'opera e le posture libere dei personaggi collocano infatti l'opera oltre il 1335. Inoltre l'Ordine degli Agostiniani si riunì nel 1338 proprio in questa Cappella, allora Sala Capitolare del convento, per dibattere questioni interne al proprio ordine. È probabile che gli Agostiniani senesi vollero accogliere i rappresentanti dell'ordine con una Sala Capitolare degnamente affrescata. Alternativamente l'affresco potrebbe essere stato realizzato a conclusione della riunione del Capitolo (nel 1338 o poco dopo) per raffigurare e celebrare i principi stabiliti in quella sede.

## Descrizione
Al pari delle pressoché coeve Maestà di Massa Marittima (1335 circa) e Montesiepi (1334-1340), anche questa Maestà è caratterizzata da una complessa simbologia che rendono l'opera un'allegoria. Al centro una Madonna apparentemente distaccata e con sguardo ieratico si siede su un trono immateriale costituito dalle sole ali dispiegate dei cherubini. Sul suo grembo siede il Bambino. Ai lati uno stuolo di santi si inchina offrendo doni al Bambino. Tra di essi sono riconoscibili, a sinistra, santa Agata e santa Caterina d’Alessandria, che offrono rispettivamente i seni amputati e il capo mozzo come oggetto del loro martirio. Sullo stesso lato, in seconda fila, sono visibili sant'Agostino, che offre i tre libri che descrivono la regola per gli eremi (due libri per l'eremo agostiniano e uno per gli eremi in generale) e san Bartolomeo, che mostra il coltello con cui fu scorticato vivo. Sull'altro lato troviamo sant'Apollonia, che brandisce l'enorme tenaglia con cui le furono strappati tutti i denti, e santa Maria Maddalena, che offre un vaso da cui escono cherubini infuocati, segno di devozione passionale verso Cristo. In seconda fila vediamo invece san Michele Arcangelo, con le ali e la spada, e sant'Antonio abate, con i fiori in mano. Ben quattro di questi santi offrono i simboli cruenti del loro martirio, facendo sobbalzare il piccolo di terrore. Il pettirosso che sua madre gli mostra è la cosa che più lo spaventa essendo un segno premonitore della sua stessa sofferenza umana (nella simbologia medioevale la macchia rossa sul petto di questo uccellino simboleggia il dolore che Gesù dovrà patire). La Madonna ha un'aria del tutto distaccata. Il suo sguardo ieratico è perso nel vuoto e non partecipa minimamente alla scena. A differenza di altre raffigurazioni della Madonna col Bambino di Ambrogio Lorenzetti, la sua presa manuale non mostra alcuna energia e si limita a mostrare il solo pettirosso al bambino. In questa immagine in cui il trono è materialmente assente e rappresentato in forma stilizzata solo dalle ali dispiegate di alcuni cherubini, Maria non è la Madonna in trono, ma il trono stesso su cui siede un piccolo lasciato solo alla sua sofferenza. Il contrasto tra la serenità e la devozione dei santi adulti e lo spavento di Gesù, che essendo bambino non può rispondere con altrettanta serenità alla premonizione del proprio martirio, enfatizza la natura umana di Gesù, solo e vulnerabile come un bambino. Il suo martirio non è patito da Dio che si è fatto uomo, ma prima di tutto da un essere umano che soffre e si agita come tale. 
L'offerta del proprio martirio da parte dei quattro santi è una rappresentazione della Carità, la più importante e celebrata delle tre Virtù teologali in tutta l'opera del Lorenzetti. In questo caso, la Carità è quella divina, amore per Gesù Cristo.
La presenza di Sant'Agostino si spiega in quanto il committente dell'affresco era proprio l'ordine agostiniano. Proprio nella riunione del capitolo che ebbe luogo nel 1338 nella Cappella Piccolomini si sancì che Sant'Agostino scrisse tre libri per definire la regola degli eremi, di cui ben due per quelli agostiniani. Inoltre il santo è raffigurato con il vestito nero degli agostiniani sotto il piviale vescovile, in sintonia con la nuova volontà dell'Ordine di vedere nel santo il fondatore ex institutione e non ex devotione dell'ordine. Allo stesso modo possiamo spiegare la presenza di sant'Antonio abate, non solo fondatore del monachesimo cristiano, ma anche ufficialmente considerato uno dei fundatores dell'ordine dopo la riunione. Queste considerazioni mostrano come l'affresco avesse anche un valore politico, oltre ad essere una celebrazione della Carità e dell'umanizzazione di Gesù Cristo.
Ancora inspiegata è invece la presenza di san Michele Arcangelo.

## Stile
Intorno al 1335 si registra una transizione dello stile di Ambrogio Lorenzetti. Alle figure già volumetriche ben collocate nello spazio e rese già con un ottimo uso dei chiaroscuri, ma ancora forse un po' troppo statiche ed ingessate dei primi anni '30 del secolo (come si riscontra nel Trittico di San Procolo del 1332 che si trova alla Galleria degli Uffizi di Firenze), si passa a figure con una postura più sciolta e naturale, anche laddove le figure non sono in movimento. Questo si registra per tutte le figure di quest'affresco, che si inginocchiano, muovono le loro braccia e la testa con enfasi. In aggiunta, tutti guardano la Madonna e suo figlio creando unità compositiva.
Tuttavia, a differenza delle precedenti Maestà di altri artisti e dello stesso Ambrogio, i personaggi sono ben distanziati tra di loro: un espediente che porta anche i santi laterali all'attenzione dell'osservatore. Nelle due precedenti Maestà di Ambrogio Lorenzetti un tale distanziamento era riservato solo per le figure più importanti e significative, cioè per le tre Virtù della Maestà di Massa Marittima e per le due Carità ed Eva in quella di Montesiepi. 
I volti delle figure rivelano le fisionomie tipiche di Ambrogio Lorenzetti, contribuendo quindi, insieme al carico allegorico del dipinto, a non suscitare dubbi sulla paternità dell'opera.